# Хотогойты
Хотого́йты (монг. Хотгойд) — монгольский народ (монг. ястан) в северо-западной Монголии. Приблизительный ареал традиционного расселения — между Убсу-Нуром и рекой Дэлгэр-Мурен. Также проживают на территории Бурятии.

## Современное расселение и численность

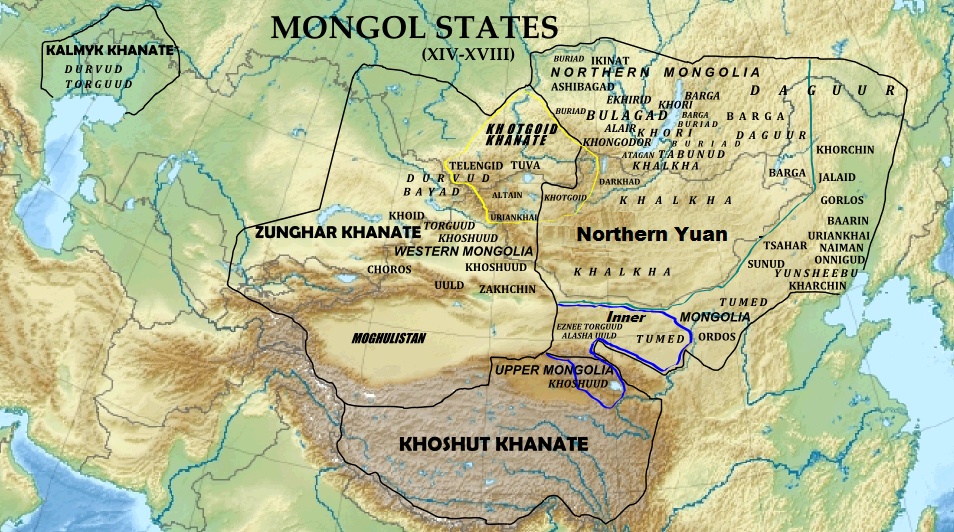
Монгольские государства в XVII в. Монгольский каганат, Джунгарское ханство, Хошутское ханство, Хотогойтское ханство, Калмыцкое ханство и Могулистан

В настоящее время хотогойты населяют сомоны Нумрег, Баянхайрхан, Баянтэс аймака Завхан (1,4 % общей численности хотогойтов), сомоны Цэцэрлэг, Цагаан-Уул, Арбулаг, Бурэнтогтох, Тумербулаг (в которых они преобладают), а также сомоны Тунэл, Тосонцэнгэл (где они составляют лишь часть населения, как и в столице аймака Мурэне) в аймаке Хувсгел (86 % общей численности хотогойтов), а также заметная часть хотогойтов (6 %) мигрировала в столицу страны г. Улан-Батор.
Численность хотогойтов в Монголии составляла 8 229 человек на 1 июля 2009 года (0,3 % населения Монголии). По переписи 2010 года численность хотогойтов составила 15 460 человек.

## История
Впервые хотогойты упоминаются в монгольской истории в произведении «История Шолой Убаши-хунтайджи». В этом произведении они упоминаются в связи с именем ойратского Хара-Хулы, что по мнению исследователей может свидетельствовать о том, что изначально хотогойты входили в состав ойратов. Некоторые исследователи считают хотогойтов омонголившимися тюрками, другие полагают, что они халхаcкого происхождения. Существуют и другие мнения о их происхождении.
Считается, что наиболее заметным правителем хотогойтов был халхаский Алтан-хан Шолой Убаши-хунтайджи (XVI—XVII века), подчинивший енисейских кыргызов и выбивший ойратов из их кочевий в Западной Монголии. В середине XVII века из-за междоусобиц с соседним им Дзасагту-ханом хотогойты были дезинтегрированы и прекратили существование в качестве самостоятельной политической силы в Халхе, подвергаясь постоянным набегам как ойратов, так и остальных халхасцев.
Хотогойты прикочевали на указанную территорию в XVI веке. В 1694 году они были распределены в хошун Дэгурэгчи-вана Дзасагту-ханского аймака. После антикитайского мятежа, одним из вождей которого был хотогойт Чингунжав, этот хошун был раздроблен на 5 меньших: Эрдэни-Дэгурэгчи-вана, Ахай-бейсе, Мерген-гуна, Далай-гуна и Цогто-вана.

## Хозяйство
Характерным для хотогойтов исследователи их быта конца XIX — начала XX веков считали то, что в отличие от типичных скотоводов-халха для хотогойтов был характерен смешанный скотоводческо-охотничий тип хозяйства (также присущий и тувинцам).

## Родоплеменной состав
В состав хотогойтов входят следующие роды: чулуун, дайртан, охид, хосор, цогунут, онход (онгуд), халиучин, цогдог, хиргис, боржигон, мянгад, хэрдэг, тангуд, тоос, орхид, дуутан, хуушаан, хавхчин, оймууд, бэсуд, тогруутан, их хотогойд, бага хотогойд, бургэд, ундэрийнхон, долоон сувай, хорхойнхон, барга, хариад, арвайнхан, цоохор, зэлмэн (зэлмэн урянхан), дархад, бичээч, башгид, хурниад, тумтэ (тумэт), аягачин, шарнууд, уушгийхан, огниуд, сорс (чорос), хухнууд, ухэр цагааныхан, хэмчигийнхэн, гомжин, хонин онход, ухэр онход, хулан цувдаг, ач хариад, чивчин барга, ухэр барга, долоод, олхонууд, урианхай, хасаг, ундэрнор, цахар, цоогон, мадор (мудар), шар хэрдэг, хар хэрдэг, баргачуул нар, ар тогруутан, увэр тогруутан, хух нохойнхон, оолд тайж, тугчин, хонин хотгойд, буриад, шижинүүд, цувдаг, тодно, мотой, хөхнуур (хух нуур), дотно, авхайнхан, уушин, авгас, харнуд, ураад, боочуул, баатад, бохчууд, ондорнор, хоролмай, шар хиргис, хар хиргис, хорхой нудтэн, зооту. На территории аймака Хэнтий зарегистрированы роды: гоо мухулиг кости хотогойд, мухулиг кости хотогойд.
Хотогойты входят в состав халха-монголов, баятов, дариганга. Хотогойты также отмечены в составе этнических групп бурят: атаганов (род хотогту), ашибагатов, сонголов, хамниган, хонгодоров, балаганских, аларских (род хотогой), селенгинских бурят (хотогойд, хотогту, хотогон, хотокто-юншов).